# Stazione di Palombina
La stazione di Palombina è una fermata ferroviaria posta sul tronco comune alle linee Bologna-Ancona e Roma-Ancona. Serve il quartiere di Palombina Nuova, del comune di Ancona e si trova non distante da quello di Palombina Vecchia, del comune di Falconara Marittima.

## Storia
L'edificio è stato probabilmente edificato tra il 1929 e il 1933, e per questo vincolato ai beni architettonici. In origine si trattava di una fermata in uso nella sola stagione estiva; divenne permanente dal 1º febbraio 1948.
Sono iniziati nel 2024 dei lavori di ristrutturazione del valore di 600000 € finanziati dalla regione Marche. La prima fase è consistita nel demolire un manufatto esterno che aveva ospitato fino al 2016 un ristorante. Lo spazio ricavato dalla demolizione verrà utilizzato per installare pensiline in legno e vetrate. Entro giugno 2024 è previsto il termine dei lavori. L'intervento è anticipatorio del miglioramento dei servizi, nell'ambito della cosiddetta "metropolitana di superficie".

## Movimento
La fermata è servita dai collegamenti regionali svolti da Trenitalia nell'ambito del contratto di servizio stipulato con la Regione Marche.
Dal dopoguerra a fine anni 1990, data l'immediata adiacenza della stazione alla spiaggia, Palombina fu meta di turismo estivo pendolare da Foligno. Un treno regionale partiva dalla stazione di Foligno alle ore 7 per poi far ritorno alle 18:30. La corsa fu soppressa alla fine degli anni 1990 a causa dello scarso numero di passeggeri.

## Interscambi
La fermata è servita dalle autolinee suburbane gestite dalla società Conerobus.
- Fermata autobus

Fra il 1915 e il 1944 di fronte alla fermata era possibile l'interscambio con le corse della tranvia Ancona-Falconara Marittima.